# Grégory Fitoussi
Grégory Fitoussi (Parigi, 13 agosto 1976) è un attore francese.

## Biografia
Nato e cresciuto a Parigi, ha un fratello di nome Mikaël, anch'egli attore. Debutta come attore nel 1998 interpretando il ruolo di Benjamin nella soap opera Saint Tropez, in onda su TF1. Dopo essere uscito dal cast della soap opera nel 2001, Fitoussi prende parte a numerose produzioni televisive, nel 2006 recita nella miniserie televisiva L'état de Grace, dove interpreta il ruolo di Dan Odelman, ginecologo del Presidente della Repubblica interpretata da Anne Consigny. Sempre nel 2006 prende parte al film per la televisive L'avvelenatrice, incentrato sul caso di Marie Besnard.
Fitoussi diventa noto grazie al ruolo del giovane procuratore Pierre Clément nella serie televisiva Spiral.
Nel 2009 interpreta il ruolo del Barone de Cobray nel film statunitense G.I. Joe - La nascita dei Cobra. Nel 2011 recita in La conquête, film su Nicolas Sarkozy presentato al 64º Festival di Cannes. Sempre nel 2011 recita al fianco di Monica Bellucci e Louis Garrel in Un été brûlant, l'anno seguente lavora in Una notte con Roschdy Zem e Sara Forestier.
Nel 2013 ottiene un piccolo ruolo di un pilota nel film World War Z. Successivamente inizia ad ottenere ruoli in produzioni fuori dalla Francia, ha interpretato il ruolo di Henri Leclair nelle prime tre stagioni della serie televisiva britannica Mr Selfridge e ha lavorato nelle serie televisiva statunitense American Odyssey, cancellata dopo una sola stagione.

## Filmografia parziale

### Cinema
- Les baigneuses, regia di Viviane Candas (2003)
- Doo Wop, regia di David Lanzmann (2004)
- G.I. Joe - La nascita dei Cobra (G.I. Joe: The Rise of Cobra), regia di Stephen Sommers (2009)
- Le livre de Marc, regia di Claude Farge (2010)
- La conquête, regia di Xavier Durringer (2011)
- Un été brûlant, regia di Philippe Garrel (2011)
- Una notte (Une nuit), regia di Philippe Lefebvre (2012)
- Mince alors!, regia di Charlotte de Turckeim (2012)
- World War Z, regia di Marc Forster (2013)
- Jamais le premier soir, regia di Mélissa Drigeard (2014)
- Qui c'est les plus forts?, regia di Charlotte de Turckheim (2015)
- Hostile, regia di Mathieu Turi (2017)
- Daddy Cool, regia di Maxime Govare (2017)
- L'école est finie, regia di Anne Depétrini (2018)
- Entangled, regia di Milena Lurie (2019)
- Lupi mannari (Loups-garous), regia di François Uzan (2024)

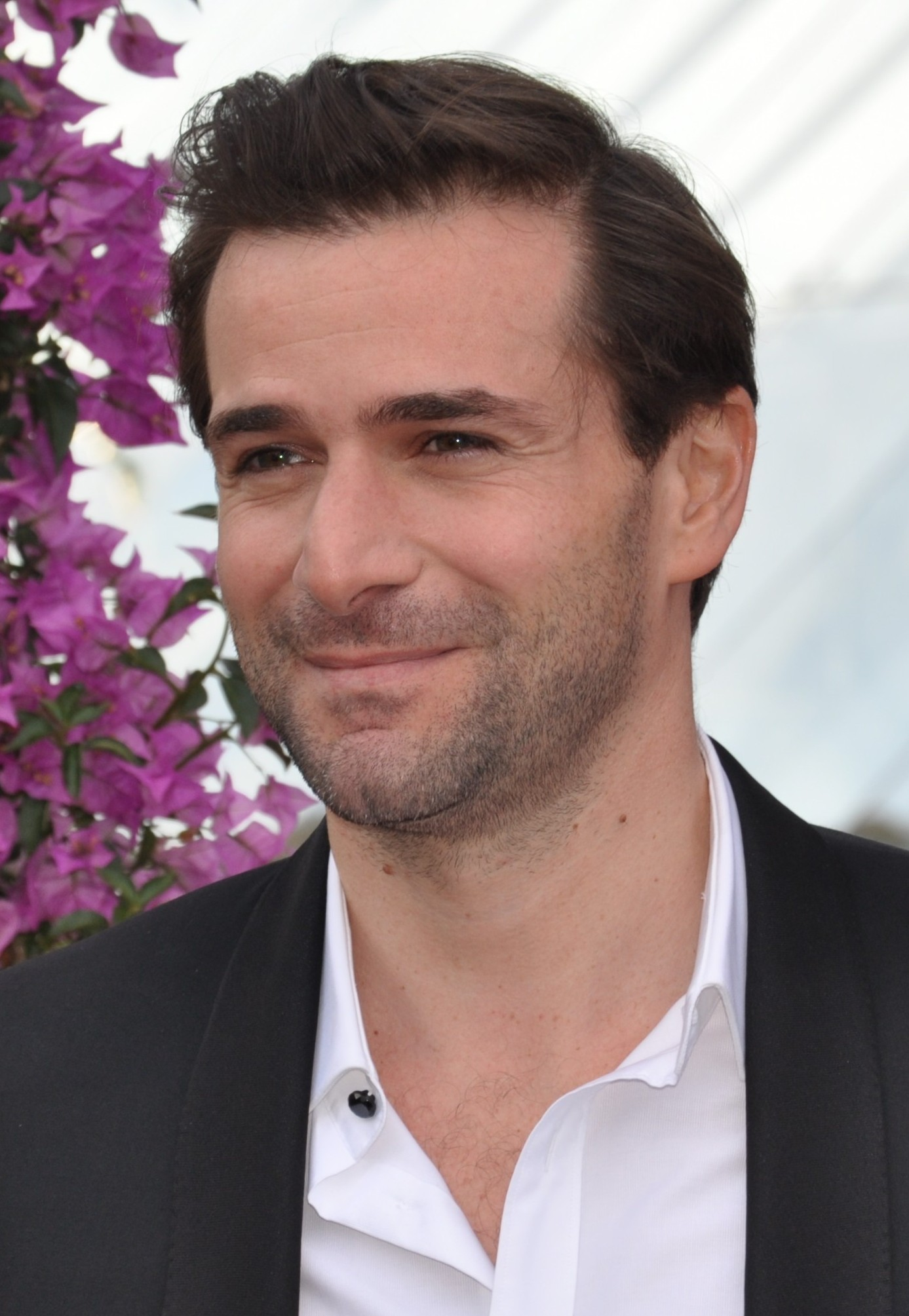
Grégory Fitoussi al Festival della televisione di Monte Carlo 2013

### Televisione
- Saint Tropez (Sous le soleil) – soap opera, 62 puntate (1998-2001)
- Joséphine, ange gardien – serie TV, episodio 7x01 (2003)
- Commissario Navarro (Navarro) – serie TV, episodio 16x04 (2004)
- L'état de Grace – miniserie TV, 4 puntate (2006)
- L'avvelenatrice (Marie Besnard l'empoisonneuse...) – film TV (2006)
- Revivre – miniserie TV, 6 puntate (2009)
- Spiral (Engrenages) – serie TV, 48 episodi (2005-2016)
- Mystery in Paris (Mystère à Paris) – serie TV, episodio 1x01 (2011)
- Mr Selfridge – serie TV, 24 episodi (2013-2015)
- American Odyssey – serie TV, 10 episodi (2015)
- Beowulf: Return to the Shieldlands – serie TV, 4 episodi (2016)
- Accusé – serie TV, episodio 2x04 (2016)
- Les hommes de l'ombre – serie TV, 18 episodi (2012-2016)
- Le Bureau - Sotto copertura (Le Bureau des légendes) – serie TV, 9 episodi (2018)
- Riviera – serie TV, 8 episodi (2019)
- Beecham House – serie TV, 6 episodi (2019)
- L'ora della verità (Le temps est assassin) – serie TV, 8 episodi (2019)
- Mirage – serie TV, 3 episodi (2020)
- La Garçonne – serie TV, 6 episodi (2020)
- The Reunion (La Jeune Fille et la Nuit), regia di Bill Eagles – miniserie TV (2022)
- Occhi di gatto – serie TV, 8 episodi (2024)

### Videoclip
- Les meilleurs ennemis di Pascal Obispo ft. Zazie (1998)

## Doppiatori italiani
Nelle versioni in italiano delle opere in cui ha recitato, Grégory Fitoussi è stato doppiato da:
- Massimo Bitossi in Mr Selfridge, Beecham House
- Mirko Mazzanti in Accusé
- Simone Mori in Riviera
- Metello Mori in World War Z
- Fabrizio Russotto in Mirage
- Simone D'Andrea in The Reunion
- Christian Iansante in Lupi mannari